# Inés del Maino
Inés del Maino (c. 1411 - 13 de diciembre de 1465) fue una noble milanesa y amante de Felipe María, el último duque de Milán de la dinastía Visconti, con quién tuvo a su hija y heredera Blanca María.

## Familia
Era hija de Ambrosio del Maino, conde palatino y jefe de policía. Se desconoce la identidad de su madre. Tenía dos hermanos, Lancilloto y Andreoto, ambos cortesanos y miembros del consejo ducal. Se cree que se convirtió en la amante de Felipe María Visconti mientras servia como dama de compañía de su entonces esposa, Beatriz Lascaris la cuál terminó siendo ejecutada por adulterio en 1418 y sin descendencia.

## Relación y nacimiento de su hija
Con sólo 14 años, el 31 de marzo de 1425, Inés dio a luz a su primera hija, a quien llamaron Blanca María. Cuando la bebé tenía seis meses, madre e hija fueron enviadas al castillo de Abbiategrasso, donde se instalaron en lujosos apartamentos. En 1426, a los 15 años, tuvo a su segunda hija, Catalina María, pero la niña murió poco después de su nacimiento. 
Aunque Felipe tenía una relación estable con Inés, no se la consideraba de rango suficiente para ser la nueva duquesa de Milán, por lo que se le conmino a casarse con alguien adecuado por lo que por razones de estado, se casó en segundas nupcias el 24 de septiembre de 1428 con la princesa María de Saboya, hija de Amadeo VIII de Saboya y María de Borgoña. Sin embargo decepcionado por la falta de dote por parte de los Saboya, el duque se distanció de su esposa y de este matrimonio tampoco tuvo hijos, lo que convirtió a Blanca Maria en su única heredera del ducado de Milán.
El 25 de octubre de 1441, su hija se casó, en una magnífica ceremonia en la Abadía de San Segismondo en Cremona, con Francisco, miembro de la familia Sforza, Inés estuvo presente en la boda. Las festividades, que duraron días, ofrecieron un suntuoso banquete, una serie de torneos, un palio , carros pintados con escenas alegóricas y un pastel de gran tamaño que reproducía el Torrazzo, la torre más prominente de Cremona. La considerable dote de incluía las ciudades de Cremona y Pontremoli. El matrimonio tuvo ocho hijos, entre ellos, Galeazzo Maria Sforza, Ludovico Sforza que fueron duques de Milán, el cardenal Ascanio Sforza e Hipólita María Sforza, duquesa de Calabria.

## Vida posterior
Felipe María Visconti falleció el 13 de agosto de 1447, siendo Blanca María su única heredera directa, aunque ilegítima, lo que dio lugar a la creación de la efímera República Ambrosiana. Ese mismo año, Inés convenció a Matteo Da Bologna, el condottiero que ocupaba la ciudad de Pavía, para que la devolviera a su yerno, Francisco Sforza, quien la había heredado tras la muerte de Felipe.
Una revuelta estalló en Milán el 24 de febrero de 1450 debido a una hambruna que provocó una hambruna generalizada a la población. Un mes después, el 25 de marzo, tras decidirse a su favor la disputada sucesión al ducado tras una reunión de nobles y ciudadanos destacados, Francisco y Blanca María hicieron su entrada triunfal en la ciudad como duques de Milán, comenzando a reinar la dinastía Sforza, que gobernaría Milán hasta 1535. Inés residió con ellos en la corte ducal, haciéndose cargo de la educación de sus nietos. Documentos diplomáticos existentes registran que participaba en las funciones de la corte, hasta su muerte el 13 de diciembre de 1465 a la edad de cincuenta y cuatro años. Fue enterrada en la iglesia de Santa Úrsula de Milán. Su yerno murió en 1466 y su hija dos años después, por lo que su nieto mayor, Galeazzo Maria, los sucedió como duque de Milán.

## Inés del Maino en el arte y el drama
Se conservan dos pinturas contemporáneas de Inés; sin embargo, se desconoce la autoría de sus pintores. Es un personaje de la ópera trágica de 1833, Beatriz de Tenda, del compositor siciliano Vincenzo Bellini, siendo su papel interpretado por Anna del Serre en el estreno de la ópera en el Teatro La Fenice de Venecia el 16 de marzo de 1833.